# مزرعه ایزدی (آباده)
مزرعه ایزدی یک مجموعه خانوادگي كشاورزي، گردشگري و ورزشي در دهستان سورمق در نزديكي آباده واقع در بخش مرکزی شهرستان آباده استان فارس است.